# Stephen Hendrie
Stephen Hendrie est un footballeur écossais, né le 8 janvier 1995 à Glasgow en Écosse. Il évolue actuellement au Queen of the South au poste de défenseur gauche.

## Biographie
Le 23 juillet 2011, il réalise ses débuts avec Hamilton Academical, lors d'un match contre Queen's Park en Scottish Challenge Cup. Il dispute avec le club d'Hamilton Academical 30 matchs en première division écossaise, sans inscrire de but.
Le 1er juillet 2015, il rejoint le club anglais de West Ham United.
Le 21 juin 2016, il est prêté pour une saison aux Blackburn Rovers.
Le 29 juin 2017, il rejoint Southend United.
Le 31 janvier 2018, il est prêté à Motherwell.